# Любень (Малопольське воєводство)
Любень (пол. Lubień) — село в Польщі, у гміні Любень Мисленицького повіту Малопольського воєводства.
Населення — 3764 особи (2011).
У 1975-1998 роках село належало до Новосондецького воєводства.

## Демографія
Демографічна структура станом на 31 березня 2011 року:
|          | Загалом | Допрацездатний вік | Працездатний вік | Постпрацездатний вік |
| -------- | ------- | ------------------ | ---------------- | -------------------- |
| Чоловіки | 1896    | 474                | 1259             | 163                  |
| Жінки    | 1868    | 457                | 1076             | 335                  |
| Разом    | 3764    | 931                | 2335             | 498                  |